# Global
Global – brytyjska spółka medialna powstała w r. 2007, właściciel rozgłośni radiowych na terenie Wielkiej Brytanii. Skupia takie stacje, jak Capital, Heart, Classic FM, Smooth, Gold, LBC i Radio X. Programy Global słucha ok. 24 mln osób na tydzień. Spółka ma siedzibę w Londynie. 

## Historia
Firma powstała w r. 2007, odkupując trzy rozgłośnie od koncernu medialnego Chrysalis: Heart, Galaxy i LBC za cenę 170 mln funtów.